# Budd Ridge
Budd Ridge ist ein 1250 m hoher und felsiger Grat auf der Insel Heard im südlichen Indischen Ozean. Er erstreckt sich zwischen dem Budd-Pass und dem Budd Peak.
Namensgeber ist Grahame Budd, Leiter der 1963 durchgeführten Kampagne der Australian National Antarctic Research Expeditions, der überdies an der erfolgreichen Besteigung des Big Ben im Jahr 1965 beteiligt war.